# Meymaz
Meymaz (persiska: میمز) är en ort i Iran.   Den ligger i provinsen Kermanshah, i den västra delen av landet, 500 km väster om huvudstaden Teheran. Meymaz ligger 1 371 meter över havet och antalet invånare är 146.
Terrängen runt Meymaz är platt åt nordost, men åt sydväst är den kuperad.Runt Meymaz är det ganska tätbefolkat, med 185 invånare per kvadratkilometer. Närmaste större samhälle är Robāţ-e Māhīdasht, 3,8 km öster om Meymaz. Trakten runt Meymaz består i huvudsak av gräsmarker.